# Trinitrobensen
Trinitrobensen är ett nitrerat aromatisk kolväte med formeln C6H3(NO2)3. Det är ett kraftigt sprängämne som liknar trinitrotoluen.

## Framställning
Trinitrobensen framställs genom nitrering av bensen (C6H6) med vattenfri salpetersyra (HNO3) och med koncentrerad svavelsyra (H2SO4) som katalysator.
{\displaystyle {\rm {C_{6}H_{6}+3\ HNO_{3}\ {\xrightarrow {H_{2}SO_{4}}}\ C_{6}H_{3}(NO_{2})_{3}+3\ H_{2}O}}}
Bensen är svårare att nitrera än toluen eftersom den saknar den metylgrupp som gör molekylen mottaglig för elektrofil aromatisk substitution.

## Användning
Trinitrobensen har kraftigare sprängverkan än TNT, men är det också känsligare för stötar och dyrare att tillverka. Därför används det sällan som sprängmedel, utan har ersatts av TNT.
Det används i liten skala i organisk syntes, som till exempel för syntetisk framställning av floroglucinol, men explosionsrisken gör den oatraktiv som reaktant.